# 蛇苔属
蛇苔属（学名：Conocephalum）为蛇苔科的一个属。

## 下属物种
本属包括以下物种：
- 蛇苔 Conocephalum conicum (L.) Dumort.，生林内溪边，沟边和潮湿林地，云、冷杉林中比较普遍。
- 日本蛇苔 Conocephalum japonicum (Thunb.) Grolle
- 暗色蛇苔 Conocephalum salebrosum Szweyk., Buczk. & Odrzyk.
- Conocephalum supradecompositum Stephani
- Conocephalum trioicum F.Weber